# Сузан Максут
Сузан Максут (тур. Süzan Maksut; Скопље, 1939 — Скопље, 2015) била је македонска позоришна, филмска и телевизијска глумица.

## Биографија
Рођена је у Скопљу 1939. године. Од 1962. године била је стални члан ансамбла и доајен турске драме при Народном театру, где је одиграла велики број улога до пензионисања 2001. године. Поред рада у позоришту и филму учествовала је у великом броју телевизијских емисија на телевизији и радију.
Добитник је награде Актер на годината, часописа „Бирлик” (1969) и награде „13 Ноември“ Града Скопље. (1974).
Преминула је у Скопљу 23. априла 2015 године.

## Филмографија
- 1976. Најдужи пут ТВ серија (Споредна улога)
- 1977. Исправи се, Делфина (Споредна улога)
- 1980. Време, води (Споредна улога)
- 1993. Македонска сага (Споредна улога)[3]